# Буотама
Буотама́, или Ботома  (эвенк. ботомо — «шероховатый»)— река в России, правый приток Лены. Протекает через национальный парк Ленские столбы, по территории Якутии. Длина — 418 км, площадь бассейна — 12 600 км².
В 2012 году территория реки Буотама включена в список объектов всемирного наследия ЮНЕСКО

## География

Бассейн Лены

Протекает по северной окраине Алданского нагорья и Приленскому плато. В бассейне свыше 200 озёр. Впадает в Лену в 100 км выше Якутска.
По данным государственного водного реестра России относится к Ленскому бассейновому округу.

### Притоки
Принимает 60 притоков длиной более 10 км.

## Гидрология
Питание снеговое и дождевое. Максимум половодья в мае. Средний годовой расход около 43 м³/сек. Замерзает в октябре — ноябре, вскрывается в конце апреля — начале мая.

## Бизоновый питомник
Вблизи устья реки расположен питомник Усть-Буотама, где содержится популяция бизонов, перевезённая из Канады. В нём проводится работа по акклиматизации канадских лесных бизонов с целью сохранения их генофонда.

## Эвенки
Значительная часть территории бассейна реки Буотама используется родовыми общинами эвенков для традиционной хозяйственной деятельности: например, охоты и рыболовства.

## Туризм
Популярна среди туристов (сплав).